# Garath (Düsseldorf)
Garath, Düsseldorf-Garath — dzielnica miasta Düsseldorf w Niemczech, w okręgu administracyjnym 10, w kraju związkowym Nadrenia Północna-Westfalia, w rejencji Düsseldorf.  